# Gyaritus
Gyaritus – rodzaj chrząszczy z rodziny kózkowatych.

## Zasięg występowania
Przedstawiciele tego rodzaju występują w Azji Południowo-Wschodniej, płd. Chinach, Indiach i na Sri Lance.

## Systematyka
Do Gyaritus zaliczane są 22 gatunki zgrupowane w 2 podrodzajach:
- Podrodzaj: Gyaritus Pascoe, 1858
  - Gyaritus affinis
  - Gyaritus auratus
  - Gyaritus aurescen
  - Gyaritus bangueyensis
  - Gyaritus calcaratus
  - Gyaritus cinnamomeus
  - Gyaritus fulvopictus
  - Gyaritus fuscosignatus
  - Gyaritus gahani
  - Gyaritus giganteus
  - Gyaritus hamatus
  - Gyaritus indicus
  - Gyaritus javanicus
  - Gyaritus lungtauensis
  - Gyaritus malaccensis
  - Gyaritus quadridentatus
  - Gyaritus scapalis
  - Gyaritus siamensis
  - Gyaritus spinosus
  - Gyaritus theae
  - Gyaritus varius
- Podrodzaj: Zeargyra Pascoe 1886
  - Gyaritus viduus